# دارشکنک آنتیل
دارشِکَنَک آنتیل (نام علمی: Nesoctites micromegas) نام یک گونه از خانواده دارکوب است.